# 寒曳山パーキングエリア
寒曳山パーキングエリア（かんびきやまパーキングエリア）は、広島県山県郡北広島町大朝の浜田自動車道上にあるパーキングエリア。
かつては、浜田自動車道で唯一売店およびスナックコーナーが設置されていたが、下り線（浜田方面）は2006年（平成18年）10月31日、上り線（広島方面）は2021年（令和3年）3月31日をもって営業を終了し、自動販売機のみの営業となった。

## 道路
- E74 浜田自動車道

## 施設

### 上り線（広島方面）

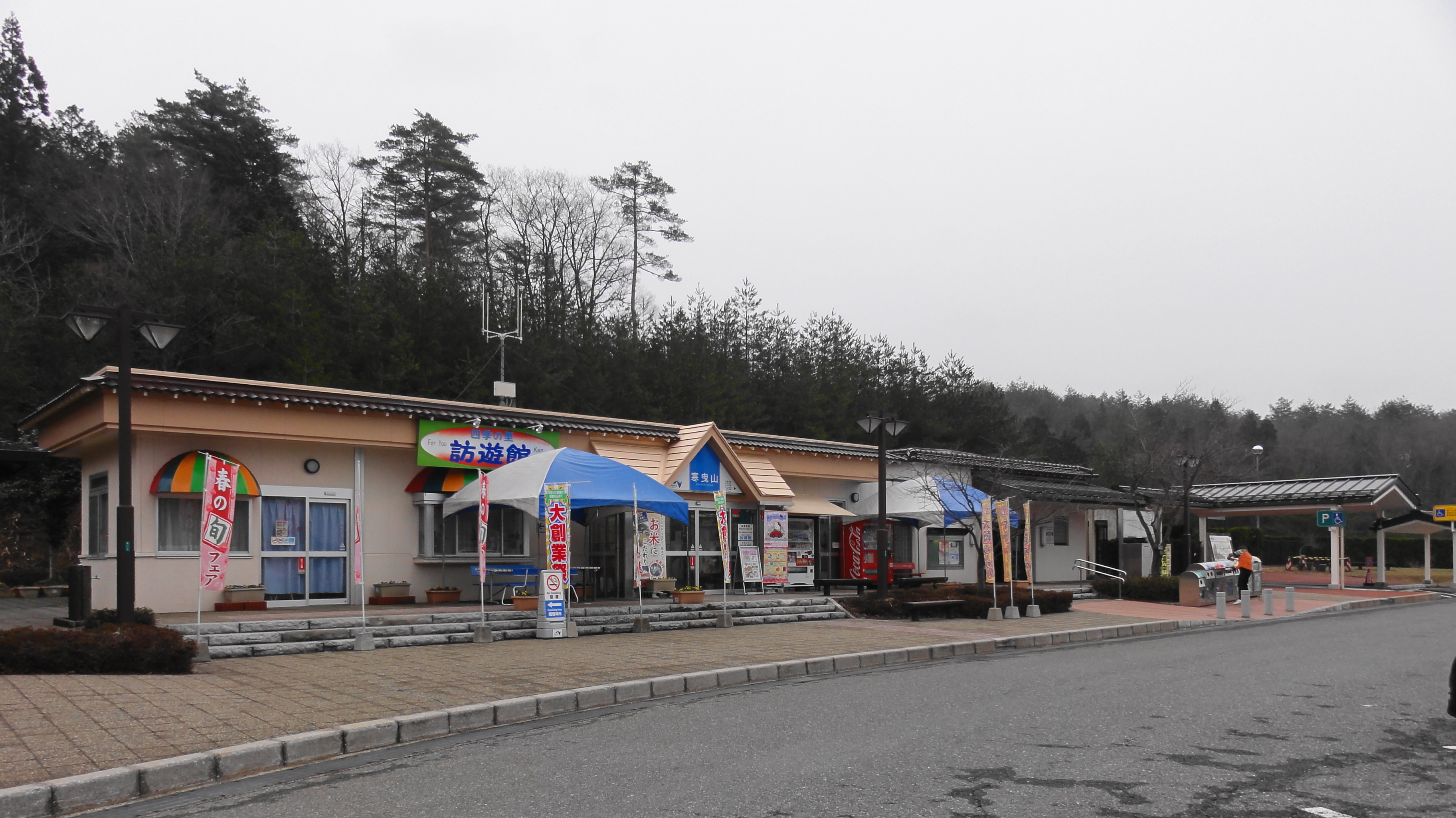
上り線施設（2012年3月）

かつてはスナック・ショッピングコーナーが設置されていたが、2021年（令和3年）3月31日をもって営業を終了し、自動販売機のみの営業となった。
- 駐車場
  - 大型5台
  - 小型20台
  - 車椅子用駐車場有
- トイレ
  - 男性　大2（和式0・洋式2）・小3
  - 女性　5（和式1・洋式4）
  - 車椅子用　1
- 自動販売機（軽食・飲料）

### 下り線（浜田方面）

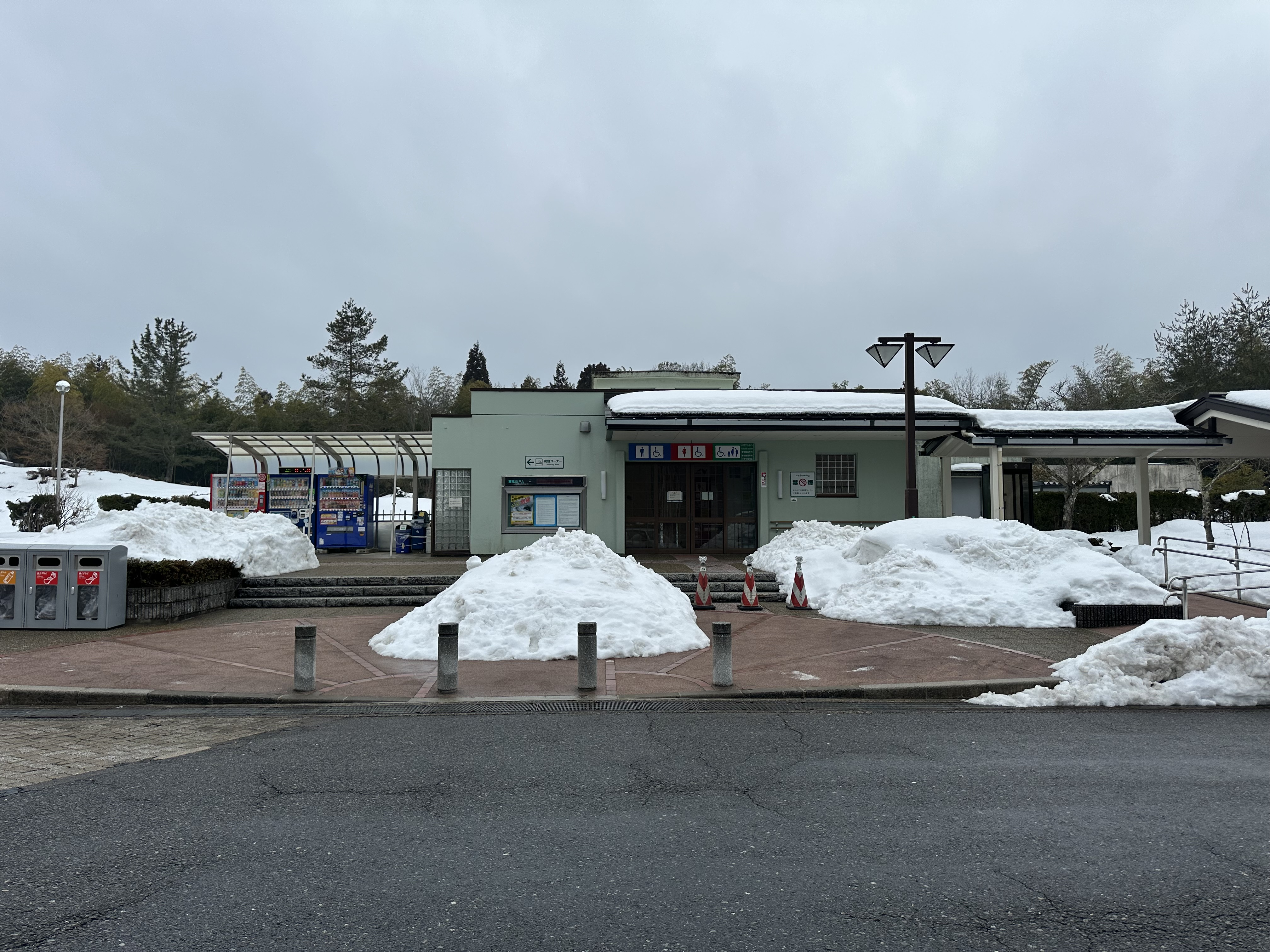
下り線施設（2025年2月）

かつては、スナック・ショッピングコーナーが設置されていたが、2006年（平成18年）10月31日をもって営業を終了し、自動販売機のみの営業となった。売店棟は撤去されたが、トイレ棟は残っており、トイレ棟前に自動販売機がある。
- 駐車場
  - 大型5台
  - 小型20台
  - 車椅子用駐車場有
- トイレ
  - 男性　大2（和式0・洋式2）・小3
  - 女性　5（和式1・洋式4）
  - 車椅子用　1
- 自動販売機（軽食・飲料）

## 隣
E74 浜田自動車道
(1)大朝IC/BS - (PA)寒曳山PA - (2)瑞穂IC/BS

## 高速バス
浜田自動車道を運行する高速バスいさりび号が、このパーキングエリアで休憩する。